# Torre Morratxa
La Torre Moratxa o Torre Borracha es una montaña de 220,1 m s. n. m. que se encuentra en el municipio de Torroella de Montgrí en la comarca del Bajo Ampurdán. Cercana al núcleo de Estartit pertenece al macizo del Montgrí. Presenta una pendiente abrupta por la vertiente sur con algunos acantilados de cierta importancia, pero una pendiente relativamente suave por su vertiente sur, por donde el acceso a pie no tiene mucha complicación, ya que un sendero recorre la cresta de este a oeste que la conecta con la Roca Maura, al este, y el cuello de en Taiana al oeste.
En su cima se encuentran los restos de una torre de vigía fortificada de época moderna que formaba parte del sistema defensivo contra el desembarco de piratas del siglo XVIII que se complementaba con la Torre de los Moscato y las masías fortificadas de la llanura del Bajo Ter.